# Letnie Igrzyska Paraolimpijskie 1972
IV Letnie Igrzyska Paraolimpijskie (właściwie International Stoke Mandeville Games)  – igrzyska paraolimpijskie, które odbyły się w dniach 2–11 sierpnia 1972 roku w Heidelbergu. W igrzyskach wzięło udział 921 zawodników i zawodniczek z 41 państw. Rozegrano 187 konkurencji w 10 dyscyplinach. Igrzyska otworzył Gustav Heinemann, ówczesny prezydent RFN. Były to pierwsze igrzyska tego rodzaju, w których wzięła udział także polska reprezentacja.

## Dyscypliny
- łucznictwo
- lekkoatletyka
- strzelanie z łuku rzutkami
- goalball
- bowls
- snooker
- pływanie
- tenis stołowy
- podnoszenie ciężarów
- koszykówka na wózkach
- szermierka na wózkach

## Tabela medalowa
*   Gospodarz ( RFN)
| Miejsce | Reprezentacja     | Złoto | Srebro | Brąz | Razem |
| ------- | ----------------- | ----- | ------ | ---- | ----- |
| 1       | RFN*              | 28    | 17     | 22   | 67    |
| 2       | Stany Zjednoczone | 17    | 27     | 31   | 75    |
| 3       | Wielka Brytania   | 16    | 15     | 21   | 52    |
| 4       | Południowa Afryka | 16    | 12     | 13   | 41    |
| 5       | Holandia          | 14    | 13     | 11   | 38    |
| 6       | Polska            | 14    | 12     | 7    | 33    |
| 7       | Francja           | 10    | 8      | 15   | 33    |
| 8       | Izrael            | 9     | 10     | 9    | 28    |
| 9       | Włochy            | 8     | 4      | 5    | 17    |
| 10      | Jamajka           | 8     | 3      | 4    | 15    |
| Razem   | Razem             | 140   | 121    | 138  | 399   |